# Proiect paralel
În muzica de consum, un proiect paralel este un proiect întreprins de una sau mai multe persoane cunoscute deja pentru implicarea lor într-o altă trupă. Poate fi de asemenea un artist sau o trupă ce trece temporar pe stil diferent .
De obicei aceste proiecte accentuează un aspect diferit din interesele muzicale ale artistului sau trupei pe care simt că nu le pot explora în limitele stabilite în cadrul proiectului de bază. Proiectele laterale pot deveni mai tîrziu cadre complete pentru noua formă de exprimare muzicală, dar nu trebuie să fie confundate cu părăsirea unei trupe pentru o carieră solo sau o altă trupă.

## Descriere
Un exemplu de proiecte laterale muzicale, este decizia din 1978 a membrilor trupei Kiss, Gene Simmons, Paul Stanley, Ace Frehley și Peter Criss, de a-și lansa fiecare simultan cîte un album solo. În 1992, The Melvins a lansat EP-uri solo într-o manieră similară.
"Side project" se poate referi de asemenea și la preocupările unor personalități faimoase înafara sferei lor de creație. Spre exemplu, Wicked Wisdom este un "side project" al actriței Jada Pinkett Smith. Proiecte laterale se nasc adesea la răscrucile carierei celebrităților. 
Un side project poate fi de asemenea și o trupă ce are un "alter ego", de obicei pentru a interpreta diferite stiluri de muzică, cu care fanii lor nu sunt obișnuiți.

## Proiecte laterale faimoase
- A Perfect Circle
- A Silver Mt. Zion
- Angels and Airwaves
- The Art Goblins
- Grinderman
- Fort Minor
- Box Car Racer
- Brad
- The Breeders
- Broken Social Scene
- Esthetic Empire
- Mrs. Scabtree
- Cobra Starship
- The Cross
- The Glove
- Gorillaz
- Gov't Mule
- Mike And The Mechanics
- The Network
- The Postal Service
- Probot
- Some Devil
- Stone Sour
- Tanzwut
- Temple of the Dog
- Three Fish
- Tom Tom Club
- FM Static
- Liquid Tension Experiment
- Some Girls
- The Operation M.D.
- SnakeSkin
- Darkspace